# Pierre Aubé
Pour les articles homonymes, voir Aubé.
Pierre Aubé, né le 23 février 1944, est un historien français spécialiste du Moyen Âge central et des croisades.

## Biographie
Professeur[réf. nécessaire] à Rouen pendant trente ans, spécialiste du XIIe siècle, il a écrit une dizaine d’ouvrages, traduits en plusieurs langues, notamment sur la Sicile normande et les croisades. Il a obtenu en 2004 le Prix de la biographie historique de l’Académie française. 
Il a également collaboré à la revue Études normandes entre 1986 et 1988 et est membre de la Société de l'histoire de France.
Il est veuf de l’organiste Odile Pierre[réf. nécessaire].

## Œuvres
- Baudouin IV de Jérusalem. Le roi lépreux, 1981 ; Rééditions, Perrin, 1999, et en poche, Hachette Pluriel, 1996.

- Prix Feydeau-de-Brou 1982 de l’Académie française et prix maréchal-Louis-Hubert-Lyautey 1981 de l’Académie des sciences d’outre-mer.
- Les Empires normands d’Orient, XIe – XIIIe siècles, 1983 ; Rééditions, Perrin, 1999, et en poche chez Hachette Pluriel et dans la collection Tempus, 2006.

- Prix Diane Potier-Boès 1984 de l’Académie française.
- Godefroy de Bouillon, Fayard, 1985. Traduit en italien.

- Prix Eugène-Piccard 1986 de l'Académie française.
- Thomas Becket, Paris, Fayard, 1988, 360 pages. Traduit en allemand, en castillan et en italien.
- Jérusalem 1099, Actes Sud, 1999.  (ISBN 2742721657)
- Roger II de Sicile. Un Normand en Méditerranée, Payot, 2001.  (ISBN 2228894141)
  - Réédité en 2016 par Perrin, coll. « Tempus ». Traduit en italien et en polonais.
- Éloge du mouton, Actes Sud, 2001.
- Saint Bernard de Clairvaux, Fayard, 2003.  (ISBN 2213649006) Traduit en polonais.
  - Prix de la biographie de l'Académie française 2004[4]
- Un croisé contre Saladin. Renaud de Châtillon, Fayard, 2007.  (ISBN 221363923X)

En collaboration :
- (éd.) Mgr Paul-Augustin Lecœur : « Carnets de la guerre de 1970 », Rouen 1975.
- (éd.) « Un dialogue de précurseurs. L’abbé Jean-Benoit Cochet et Jacques Boucher de Perthes à travers leur correspondance », Bulletin de la Société d’émulation d’Abbevile, tome XXIV, 5 1979.
- Atlas de l’histoire de France, sous la direction de René Rémond, Perrin, 1996.
- Jérusalem. Le sacré et le politique, sous la direction d’Elias Sanbar et Farouk Mardam-Bey, Actes Sud, 2000.